# Мъжете, които настъпват опашката на тигъра
„Мъжете, които настъпват опашката на тигъра“ (на японски: 虎の尾を踏む男達, по Система на Хепбърн: Tora no o wo fumu otokotachi), познат и с редица други заглавия, е японски пълнометражен игрален филм от 1945 г., четвърти за Акира Куросава като режисьор, който е и сценарист на лентата. В продукцията участват плеяда японски актьори: Денджиро Окочи, Такаши Шимура, Сусуму Фуджита, Масаюки Мори, Акитаке Коно и известния японски комик Кеничи Еномото – Енокен.
Филмът е екранизация по пиесата „Списъкът с храмови дарения“ от XII век, из репертоара на театъра Кабуки, която предава историята на група верни придворни, преоблечени като пътуващи будистки монаси, чиято цел е да прекарат незабелязано преследван японски владетел през пътна станция.
Опашката на тигъра излиза по време на американската окупация над капитулирала Япония, след Втората световна война и е забранен от тогавашната власт. Филмът е пуснат на екрана едва през 1952 г.

## Синопсис
Внимание:  Текстът по-долу разкрива сюжета на произведението (или части от него)!
През 1185 г. кланът Хейке е сразен в Западното море. Победителят Йошицуне трябва да празнува в Киото, но недоверчивия шогун Йоритомо, нямащ вяра, дори на собствения си брат, съветван от придворния Кагетоки Кадживара, нарежда да убият Йошицуне. Без място в Япония, където да се скрие, Йошицуне взима седем придворни, преоблечени като монаси, и тръгва да търси помощ от Хидахира Фудживара.
Групата бегълци е на път към пътната станция на провинция Кага, която трябва да преминат без подозрение. Помага им един дребен носач, който не предполага за истинската им самоличност. Едва по време на почивката се усеща, че монасите са приближените на Йошицуне.
От разговорливия носач бегълците научават, че граничарите знаят за точната им маскировка и убиват на границата всеки будистки поклонник. Мъжете, обезпокоени от затегнатите мерки, са готови да атакуват станцията. Бенкеи, водачът на групата, ги разубеждава. Той променя плана – монасите пътуват, за да подпомогнат даренията за построяването на храма Тодаиджи в Нара. Свещеникът дегизира по-добре Йошицуне, който прекалено много се набива на очи, като обикновен носач.
На границата, магистратът на Кага, Саемон Тогаши, се колебае дали да пусне пътниците. Неговият приближен нарежда монасите да се арестуват веднага. Те се отправят на последна молитва, след която Бенкеи изявява желание пръв да бъде вързан. Тогаши още изпитва колебания към мъжете и моли Бенкей да прочете списъка с храмови дарения за Тодаиджи. Свещеникът заповядва на носача да донесе една кутия, от която взима подвързан лист хартия. Бенкеи разгръща списъка и почва да чете. Носачът вижда, че отвътре листът е празен.
След прочита, Бенкеи е подложен на няколко въпроса, свързани с будизма. Свещеникът отговаря смело, с което печели възхищението и доверието на Тогаши, който пуска монасите. В последния момент приближеният на Тогаши спира носача, зад чиято маскировка се крие Йошицуне. Причината е, че мъжът прилича на преследвания владетел. Бенкеи хваща своя господар и го налага. Спрян е от другия носач. Приближеният на Тогаши присяга да махне шапката на пребития, но Бенкеи издърпва настрани пострадалия. Монасите минават в отбрана, заплашени от граничната войска. Тогаши, въпреки възраженията на приближения си, издава заповед групата да продължи, сигурен, че носачът не е Йошицуне, когото никой не би дръзнал да удари.
Далеч от опасността, мнимите монаси си отдъхват. Бенкеи проси прошка от своя господар. Неочаквано идват хора на Тогаши, които носят дарове за монасите за из път – саке и храна. Мъжете се напиват и почват да танцуват и пеят. Сутринта носачът се събужда сам и си тръгва радостен.

## Актьорски състав
| Име на актьора          | Име на персонажа (бълг. ез.) | Оригинално име на персонажа | Описание                                                 |
| ----------------------- | ---------------------------- | --------------------------- | -------------------------------------------------------- |
| Денджиро Окочи          | Бенкеи                       | 弁慶                        | Свещеник. Верен бодигард на Йошицуне и водач на групата. |
| Кеничи Еномото – Енокен | Носач                        | 強力                        | Дребен, страхлив и досаден носач. Комична фигура.        |
| Сусуму Фуджита          | Саемон Тогаши                | 富樫                        | Магистър на провинция Кага. Началник на пътната станция. |
| Масаюки Мори            | Камеи                        | 亀井                        |                                                          |
| Такаши Шимура           | Катаока                      | 片岡                        |                                                          |
| Акитаке Коно            | Исе                          | 伊勢                        |                                                          |
| Йошио Косуги            | Сугура                       | 駿河                        |                                                          |
| Декао Йокоо             | Хидачибо                     | 常陸坊                      |                                                          |
| Ханширо Иваи            | Йошицуне                     | 義経                        | Владетел, чийто брат го преследва, за да бъде убит.      |

## Други заглавия на филма
- Тези, които настъпват опашката на тигъра[2]
- Мъжете, които настъпват тигъра по опашката[3]
- Стъпващите по опашката на тигъра[4]

## Информация за филма

### Продукция
По време на бомбардировките на Япония през Втората световна война Куросава пише сценарий със заглавие „С копията напред“, в който предвижда Денджиро Окочи и Енокен да изпълняват главните роли. Проектът стига само до подготвителен период. Оказва се, че последните сцени, представящи голямата битка между Ода Нобунага и Окехадзама, създава трудности.
Куросава заминава за Ямагата – префектура славеща се с отглеждането на коне, за да наеме няколко и да избере места за снимките. Там обаче има останали само немощни кранти. Разочарован, режисьорът отскача в Акита, за да се види с родителите си. Това са последните дни, които прекарва с баща си.
Мъжете, които настъпват опашката на тигъра замества неосъществения „С копията напред“. Подготовката му е направена набързо. Куросава следва стриктно пиесата на Кабуки „Списъкът с храмови дарения“ и сценарият е написан само за два дни. Действието на филма се развива само в един декор. За външните снимки се използват горите, собственост на императора, които по онова време стигат до задния вход на студио „Тохо“.
Докато трае подготвителния период на Опашката на тигъра, Япония капитулира и страната е окупира от войски на САЩ. Американските войски посещават снимките на филма, някои от които пречат на продукцията. Сред присъстващите е и американският режисьор Джон Форд, който тайно навестява своя японски колега.

### Забрана на лентата
След като американците окупират Япония, те предприемат мерки за отстраняване на милитаризма, което включва закриване на военната и тайна полиция, и на Управлението на цензорите. Въпреки това Куросава е известен да се яви пред комисията от цензори, пред която е бил изправян в предишните си три филма, един от който (Санширо Сугата) е жестоко орязан от тях.
Цензорите нямат предишната власт, както по време на военна Япония и не са намират в Министерството на вътрешните работи. Куросава ги заварва в скромно помещение, горейки стари книжа, документи и столове в тенекиени баки, за да се отопляват.
Комисията от цензори има възражения към продукта на Куросава, който смятат, че изопача една от най-големите драми на Кабуки. Факт за това е участието на комика Кеничи Еномото – Енокен. Куросава отвръща остро на неоснователните забележки на цензурите и между него и комисията избухва спор. Цензорите предоставят в Генералния щаб на американските окупационни войски списъците с японски филми, които трябва да бъда пуснати по екрана. Мъжете, които настъпват опашката на тигъра е пропуснат, и като филм, за който не е съобщено, попада в категорията „незаконни“.
След три години началника на отдела „Кино“ на Генералния щаб вижда филма и отменя забраната. Опашката на тигъра излиза на екрана през 1952 г.